# Liste des sites Natura 2000 des Ardennes
Cet article recense les sites Natura 2000 des Ardennes, en France.

## Statistiques
Les Ardennes comptent 19 sites classés Natura 2000. 14 bénéficient d'un classement comme site d'importance communautaire (SIC), 5 comme zone de protection spéciale (ZPS).

## Liste
| Site                                                        | Type | Superficie (ha) | Fiche     | Coordonnées                      | Photo |
| ----------------------------------------------------------- | ---- | --------------- | --------- | -------------------------------- | ----- |
| Ardoisières de Montherme et de Deville                      | SIC  | +0 0001,        | FR2100341 | 49° 52′ 17″ nord, 4° 43′ 49″ est |       |
| Étangs de Bairon                                            | SIC  | +00105,         | FR2100331 | 49° 32′ 07″ nord, 4° 45′ 56″ est |       |
| Forêt du Mont-Dieu                                          | SIC  | +00477,         | FR2100301 | 49° 33′ 31″ nord, 4° 50′ 37″ est |       |
| Forêts de la vallée de la Semoy à Thilay et Hautes-Rivières | SIC  | +00531,         | FR2100299 | 49° 52′ 55″ nord, 4° 50′ 22″ est |       |
| Marais de Germont-Buzancy                                   | SIC  | +00099,         | FR2100287 | 49° 26′ 03″ nord, 4° 54′ 11″ est |       |
| Massif de Signy-l'Abbaye                                    | SIC  | +02 241,        | FR2100300 | 49° 42′ 05″ nord, 4° 22′ 00″ est |       |
| Pelouses, rochers et buxaie de la pointe de Givet           | SIC  | +00673,         | FR2100246 | 50° 07′ 24″ nord, 4° 50′ 12″ est |       |
| Prairies d'Autry                                            | SIC  | +00166,         | FR2100288 | 49° 15′ 04″ nord, 4° 48′ 29″ est |       |
| Prairies de la vallée de l'Aisne                            | SIC  | +04 242,        | FR2100298 | 49° 23′ 55″ nord, 4° 42′ 54″ est |       |
| Rièzes du plateau de Rocroi                                 | SIC  | +00329,         | FR2100270 | 49° 55′ 28″ nord, 4° 24′ 52″ est |       |
| Site à chiroptères de la vallée de la Bar                   | SIC  | +02 230,        | FR2100343 | 49° 35′ 31″ nord, 4° 49′ 25″ est |       |
| Souterrains de Montlibert                                   | SIC  | +0 0001,        | FR2100342 | 49° 35′ 03″ nord, 5° 19′ 57″ est |       |
| Tourbières du plateau Ardennais                             | SIC  | +00363,         | FR2100273 | 49° 58′ 02″ nord, 4° 47′ 17″ est |       |
| Vallée boisée de la Houille                                 | SIC  | +00237,         | FR2100302 | 50° 04′ 39″ nord, 4° 48′ 54″ est |       |
| Confluence des vallées de l'Aisne et de l'Aire              | ZPS  | +02 142,        | FR2112006 | 49° 17′ 00″ nord, 4° 52′ 00″ est |       |
| Confluence des vallées de la Meuse et de la Chiers          | ZPS  | +03 636,        | FR2112004 | 49° 37′ 00″ nord, 5° 11′ 00″ est |       |
| Plateau ardennais                                           | ZPS  | +75 665,        | FR2112013 | 49° 53′ 04″ nord, 4° 52′ 03″ est |       |
| Vallée de l'Aisne en aval de Château-Porcien                | ZPS  | +01 448,        | FR2112005 | 49° 30′ 00″ nord, 4° 10′ 00″ est |       |
| Vallée de l'Aisne à Mouron                                  | ZPS  | +00385,         | FR2112008 | 49° 19′ 00″ nord, 4° 46′ 00″ est |       |